# Ingrid Ylva

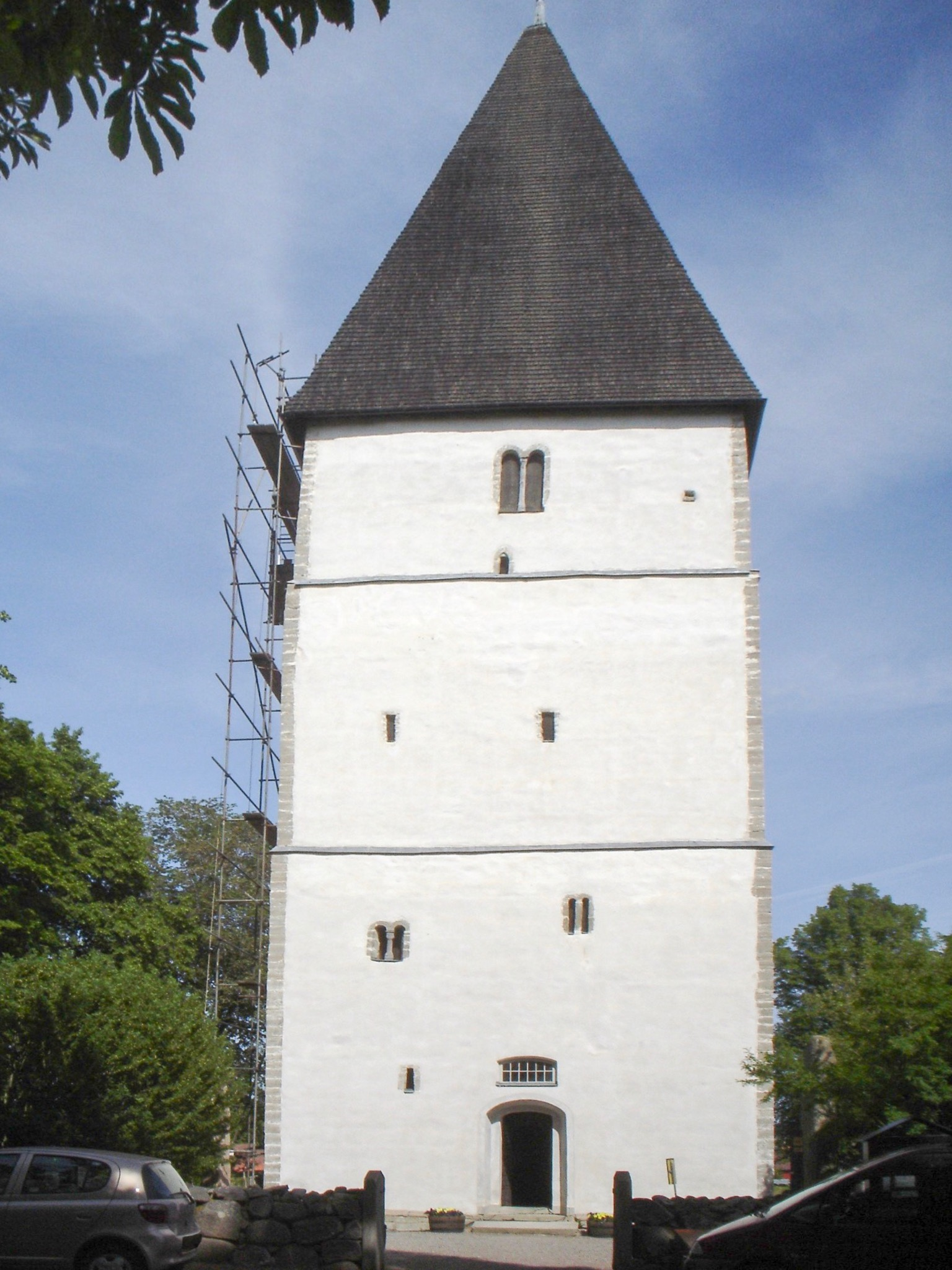
Kyrktornet i Bjälbo där Ingrid Ylva enligt sägnen skall ha haft en vävkammare, sedermera känd som "Ylvas valv".

Ingrid Ylva, född på 1100-talet (födelseår okänt), död omkring 1251, var en medeltida svensk högättad kvinna, mor till regenten Birger jarl och gift med Magnus Minnesköld.

## Biografi
Olaus Petri hävdade att Sune Sik, son till Sverker den äldre var Ingrid Ylvas far, en uppgift som varken motsägs eller bekräftas av tillgängliga källor. Uppgiften saknas hos Johannes Bureus avskrift av samma källa som Olaus Petri utnyttjade. Bland andra Nils Ahnlund och Markus Lindberg har dock satt tilltro till uppgiften. Modern är helt okänd.
Åke Ohlmarks har på lösa grunder antagit att namnet "Ylva" indikerar en härstamning från den gamla östgötska stormannaätten Ylvingarna. Det namnet är en kvinnlig form av Ulv (Ulf) och betyder vargtik, och i källorna får Ingrid även det latinska tillnamnet Lupa. Även formen Ingrid Ulva förekommer.
Ingrid Ylva gifte sig första gången med Magnus Minnesköld till Bjälbo. Med honom hade hon sonen Birger jarl, biskoparna i Linköping Karl (stupad 1220 efter ett krigståg i Estland) och Bengt (dog 1237), som efterträdde varandra som biskopar. Magnus son Eskil, en äldre halvbror till Birger, Karl och Bengt och gift med Kristina – Erik den Heliges dotterdotter – blev lagman i Västergötland och dog omkring 1227, när Birger var i 17-årsåldern. Eftersom en Elof uppträder i brev som bror till Birger jarl, men hans ättlingar förde ett vapen med en vingad pil istället för folkungalejonet, har man antagit att hon fick honom i ett andra gifte med en okänd man.

### Uppförde Bjälbo kyrkas torn
Mycket talar för att det var Ingrid Ylva som lät bygga det på strax efter år 1220 färdigställda tornet till Bjälbo kyrka. De dendrokronologiska undersökningarna av ursprungligt timmer i tornet utesluter Birger Brosa (död 1202), och Ingrid Ylvas make Magnus Minnesköld, som möjligen kan ha hunnit planera ett tornbygge före sin död omkring 1210. Som änka var hon vid denna tid familjens överhuvud. Ett av tornrummen kallas Ingrid Ylvas kammare. På den flera gånger omgjutna storklockan från 1240 (de första klockorna hade förstörts i en brand) anges Ingrid Ylva som beställare.

### Sonen Birger jarl regent och sonsonen Valdemar kung
År 1234 blev hennes son Birger svåger till kungen Erik Eriksson, och 1250 blev Ylvas sonson Valdemar kung och hennes son Birger blev regent. Hon dog enligt Gråbrödradiariet år 1251 och begravdes år 1252.

### Sägner om Ingrid Ylva
Ingrid Ylva var känd för sina påstådda magiska förmågor; hon ansågs vara en så kallad "vit" magiker, som använde trolldom för det godas skull, och det finns många historier om dessa bedrifter. Hon ansågs också vara synsk. Enligt en sentida sägen förutspådde hon, att hennes familj skulle ha makten över tronen så länge hennes huvud hölls högt, och sonen Birger lät då begrava henne upprättstående i en stenpelare i Bjälbo kyrka. Hennes gravplats eller kvarlevor har dock aldrig återfunnits.